# Simor Kórház

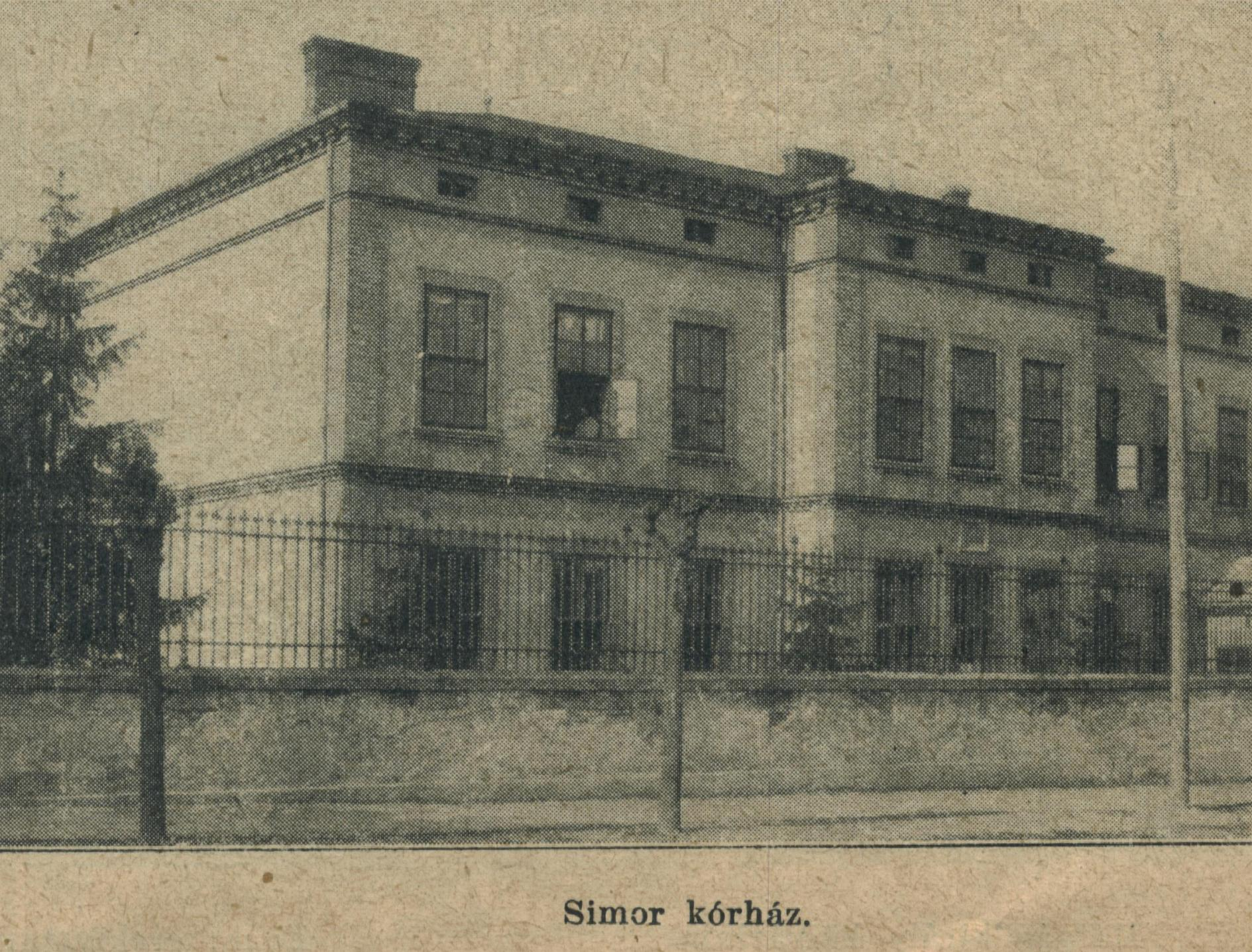
A főépület egykor

Az esztergomi Simor Kórházat, más néven Simor Intézetet, Vöröskereszt Kórházat vagy Érseki Kórházat 1885-ben alapította Simor János érsek Szentgyörgymezőn, a település legjobb levegőjű részén. Sokáig a Vaszary Kolos Kórház Pszichiátriai Rehabilitációs Osztályaként működött.

## Története
Simor az 1880-as években döntött kórház alapításáról. Elképzelése szerint elsősorban háborús esetre szolgált volna, és ötven katonát ápoltak volna egyházi költségen. Békeidőben tíz ágyat tartottak fönn a szegény polgároknak. A kórház telkét, amin egy ingatlan is állt már ekkor Simor vásárolta meg 10 000 forintért. Az adásvételi szerződést Palkovics Károly polgármesterrel 1881. január 6-án írta alá. Ezt a hétszobás épületet felújíttatta, majd ez lett az ápoló apácák lakhelye. Mellé építette a két emeletes főépületet, majd folyosóval köttette össze őket. A kivitelező Feigler Ignácz pozsonyi építész volt, akinek 26 024 forintos költségvetését a főpap jóvá is hagyta. A kórház 1885. szeptember 6-án kezdte  meg a működését az Úri (mai nevén Dobozi Mihály) utcában. Főorvosa Rapcsák Imre lett, aki szaktudását Bécsben segédorvosként szerezte. Az ápolást irgalmas rendi apácák végezték. Ez lett egyben a Vöröskereszt Egylet kórháza is. A Magyar Vöröskereszt négy évvel korábban szintén Esztergomban alakult meg. Az első világháború idején hadikórházként működött.
A Kolos Kórház elégtelen befogadóképessége miatt a két kórház egyesítése már a huszadik század elején napirendre került, viszont a világháború miatt ez elmaradt. 1915-ben, Károly főherceg és felesége, Zita hercegnő látogatta meg a Vöröskereszt Kórházat, amikor Csernoch János vendégeként Esztergomba érkeztek. Az eredetileg 100 ember ellátására berendezett intézményben ekkor 170 harctéri sebesültet ápoltak, a mozgósítás napjától a látogatás napjáig 760 beteg fordult meg, és 120 operációt végeztek.
1916-ban Csernoch adományából a régi épülethez új modern épületrészt építettek. A háború előtt óriási terület tartozott a főegyházmegyéhez, utána viszont a kórházat már nem tudták fenntartani, ezért a két intézmény 1919. december 6-án egyesült. Ez a lehetőség maradt a Kolos Kórház bővítésének egyetlen módja. A 20-as években a Kolosban 120, a Simorban 80 ágyon gyógyítottak. Később, a környék jó levegője miatt a tüdőbetegeket fektették ide. 1938 novemberében a két kórház különvált. 1950-ben államosították az intézményt. Dr. Szigethy László vezetésével tüdőosztály működött benne 1968-ig. 1968. szeptember 8-án a ide került megalakult a neuropszichiátriai osztály Leel-Őssy Lóránd vezetésével. 1985. július 17-én a Vaszary Kórház új pavilonjának átadásával az aktív ágyakon való gyógyítás megszűnt a Simor Kórházban.
2025 áprilisában a kórház 1086 m²-es épülete és 8879 m²-es telke a Magyar Nemzeti Vagyonkezelő Zrt. árverési oldalán jelent meg közel 400 millió forintos kikiáltási áron. Az épület a Vaszary Kolos Kórház vagyonkezelésében és a magyar állam tulajdonában áll. Állapotát ekkor felújításra szorulónak írták le. Az elektronikus licitnapló szerint végül egyetlen egy licitálóval, 396 240 000 forintért kelt el.

## Leírása
A kórház befogadóképessége ötven ágy volt. A park bejáratánál állt a porta, és a két szobából és konyhából álló portás-lak. Az összekötő folyosón a nagykonyha, a mosóhelyiség, és a cselédszobák voltak. Egy kertre néző nagyteremben alakították ki sétálni képes betegek számára a társalgót. A földszinten kápolna is működött. Az alsó szinten és az emeleten is öt magas, tágas, jó szellőzésű kórterem volt egy hozzájuk tartozó fürdőszobával, ami megfelelt a kor egészségügyi követelményeinek. Minden ágyhoz egy darab szék, a szobák felszereléséhez egy asztal tartozott. A kórházban tartottak járóbeteg rendelést is a renovált különálló épületben kialakított rendelőben.